# Lunette de Saint-Étienne
La Lunette de Saint-Étienne (en italien : Lunetta di Santo Stefano) est une fortification de la ville d'Ancône, province d'Ancône dans les Marches,.
La lunette a été construite en 1799, à l'époque napoléonienne, où les Français occupaient la ville d'Ancône, pour améliorer les capacités défensives urbaines.

## Description
Une lunette, dans le domaine des fortifications était un ouvrage fortifié avancé, un bastion sans courtine. Celle-ci fut utilisée par les Français en 1799 contre les attaques autrichiennes, elle fut ensuite détruite par ces derniers en 1815, reconstruite et utilisée en 1849 lors du siège de 1849, au cours duquel les Autrichiens encerclèrent la ville, qui avait rejoint la République romaine. Elle ne fut cependant pas directement attaquée lors du siège de 1860.
Après l'unification de l'Italie, elle faisait partie de la troisième et dernière ligne défensive ; elle perdit progressivement son importance militaire après la troisième guerre d'indépendance italienne de 1866.
L'ouvrage défensif est en grande partie inséré dans un remblai avec diverses salles à usage défensif, reliées entre elles par des souterrains ; il y a aussi une caserne. La Lunetta di Santo Stefano était l'une des pierres angulaires des remparts de la ville, entre le Forte Cardeto, le camp retranché et la Citadelle d'Ancône.
Les murs de la ville du XIXe siècle relient encore la Lunette à l'ancien camp retranché, à l'intérieur duquel se trouve le Parco della Cittadella di Ancona (it). Parfois, la fortification est ouverte au public pour des visites guidées.

## Galerie

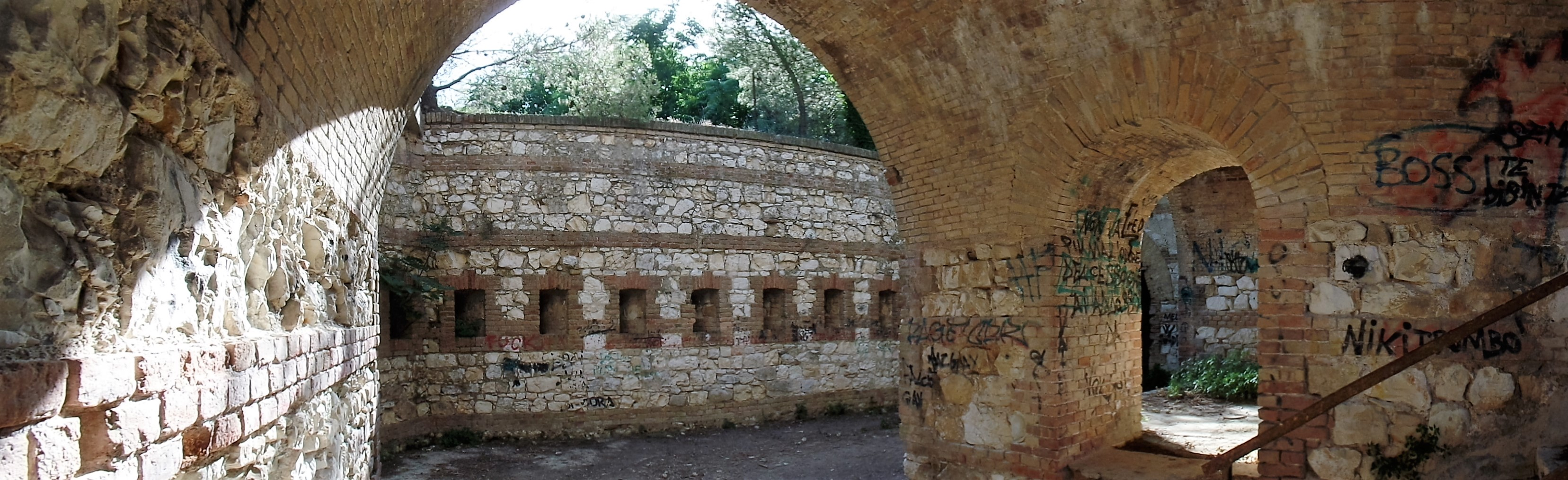
Intérieur de la lunette.
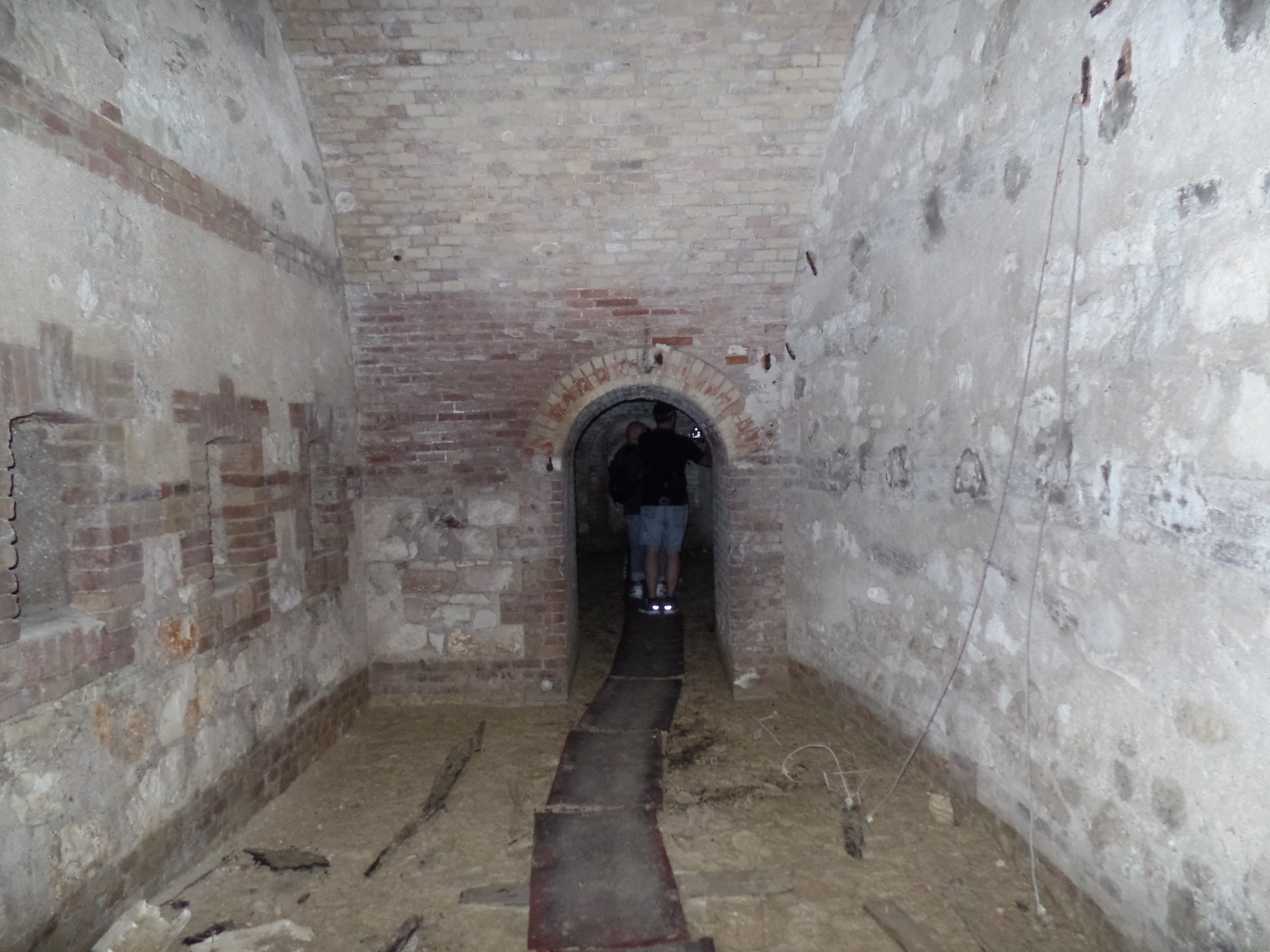
Un local souterrain.
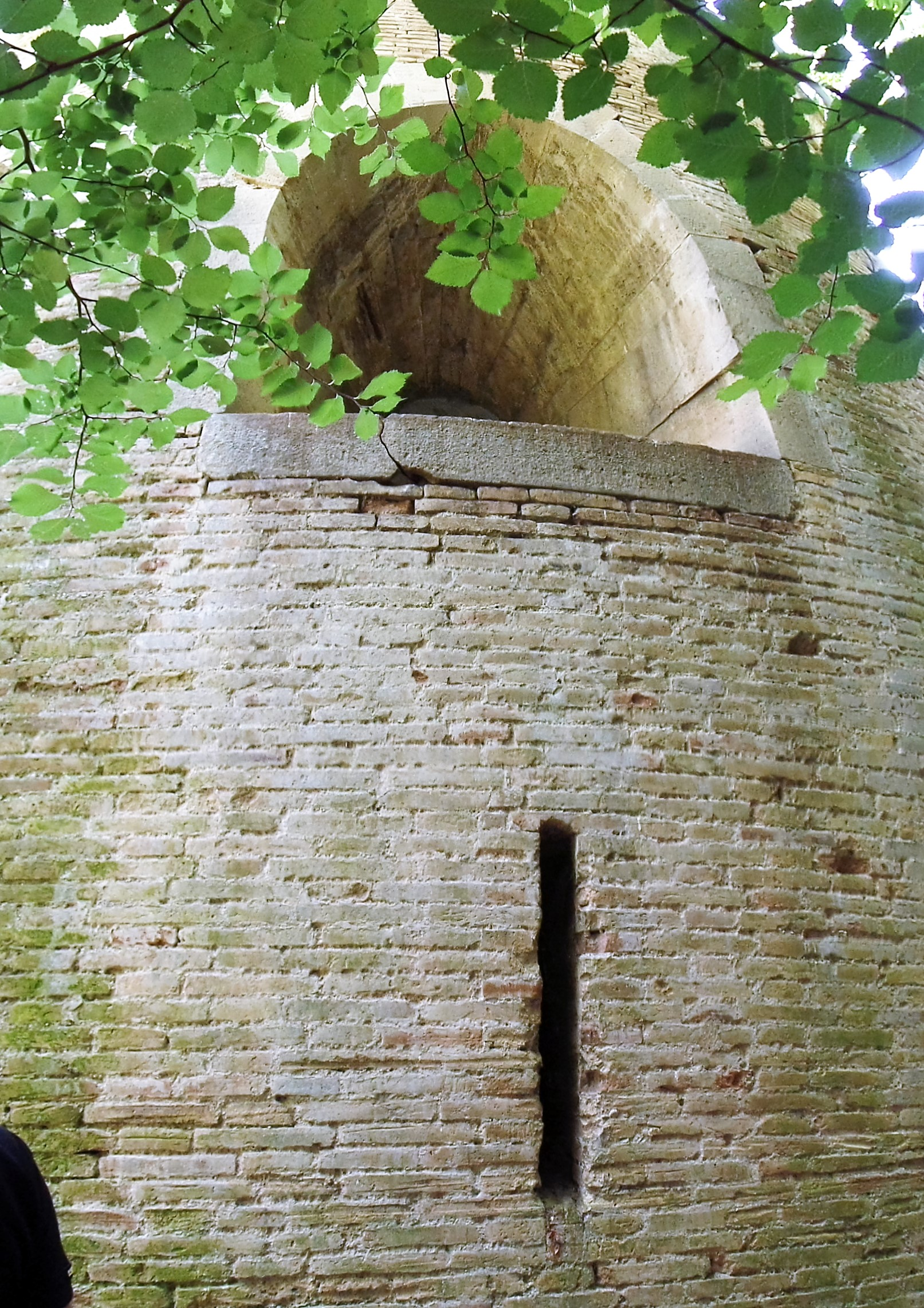
Un mur extérieur.
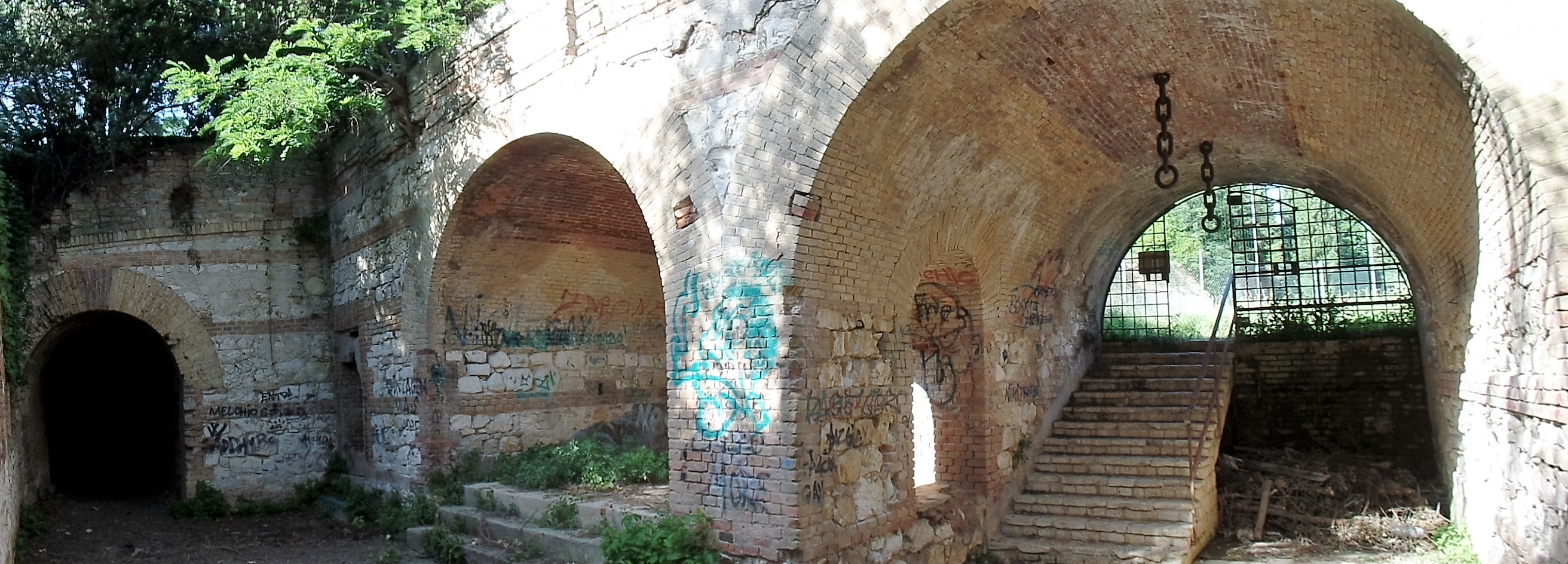
La cour intérieure.